# Карлсон, Ричард
Ричард Уорнер Карлсон (англ. Richard Warner Carlson; имя при рождении — Ричард Бойнтон (англ. Richard Boynton); 2 февраля 1941, Бостон — 24 марта 2025, Бока-Гранде, Флорида) — американский журналист, дипломат и лоббист, экс-директор «Голоса Америки» в течение последних шести лет Холодной войны. Отец телеведущего Такера Карлсона.

## Карьера
Руководил вещанием «Радио Марти» на Кубу и был директором Информационного агентства США и Службы документальных фильмов USIA.
Также был репортёром газет и телеграфных служб, автором журнала, корреспондентом на телевидении и радио и режиссером-документалистом.
В 1991—1992 годах — посол США на Сейшельских островах.
26 марта 2025 года сын Ричарда Карлсона Такер объявил, что он умер двумя днями ранее в возрасте 84 лет у себя дома в Бока-Гранде, штат Флорида.